# Фактор на мощността
Фактор на мощността (бележи се с {\displaystyle \lambda } или {\displaystyle \cos \varphi }) е безразмерна величина в електрическите вериги за променлив ток, определена като отношение на активната мощност към пълната мощност, и е число между 0 и 1. Активната мощност (P) е средната стойност на моментната мощност за един период на променливите напрежения и токове. Пълната мощност (S) се изчислява от произведението между ефективните стойности на напрежението и тока. При наличието на реактивни (консервативни) елементи (бобини, ел. двигатели, кондензатори) част от енергията на генераторите създава магнитните или електрически полета в тези елементи и се колебае двупосочно между тях и генераторите, това е т.нар. реактивна енергия. Така при нисък фактор на мощността се увеличават загубите в електроразпределителните системи.

## Определения

### Синусоидални напрежения и токове
В чисто активни вериги напрежението и токът са във фаза (фиг. 1), сменяйки посоката си в едно и също време за всеки период на синусоидата. При наличието на реактивни товари във веригата (кондензатори и бобини) съхранената енергия в тях води до фазова разлика между тока и напрежението, отразена на синусоидалната графика (фиг. 2 и фиг. 3).
Електрически вериги, съдържащи чисто активни елементи (лампи с нажежаема жичка, радиатори, фурни и др.), имат фактор на мощността 1,0. Вериги, съдържащи индуктивни или капацитивни елементи (дросели, двигатели, кондензатори и др.), често имат фактор на мощността под 1,0. Например, в осветителни електрически вериги, в които има луминисцентни лампи, без компенсация факторът на мощността е 0,4 – 0,6.
Във веригите за променлив ток се определят следните мощности:
- активна мощност (P), измервана във ватове (W):

{\displaystyle P={\frac {1}{T}}\int \limits _{0}^{T}p(t)\,dt};
{\displaystyle p(t)=u(t)\cdot i(t)}
е моментната мощност, а
{\displaystyle \ {u(t)}}, {\displaystyle \ {i(t)}}
са моментните стойности на напрежението и тока;
- пълна мощност (S), измервана във волт-ампери (VA):

{\displaystyle S=U\cdot I};
{\displaystyle U={\sqrt {{\frac {1}{T}}\int \limits _{0}^{T}u^{2}(t)\,dt}}};
{\displaystyle I={\sqrt {{\frac {1}{T}}\int \limits _{0}^{T}i^{2}(t)\,dt}}};
{\displaystyle \ {U}}; {\displaystyle \ {I}}
са ефективните стойности на тока и напрежението;
- реактивна мощност (Q), измервана във волт-ампер реактивен (var).

Факторът на мощността се бележи с {\displaystyle \cos \varphi } и се определя като:
{\displaystyle \cos \varphi ={\frac {P}{S}}};
{\displaystyle P=S\cdot \cos \varphi \ };
{\displaystyle Q=S\cdot \sin \varphi \ }.
От тук връзката между S, P и Q е:
{\displaystyle S^{2}\,\!={P^{2}\,\!}+{Q^{2}\,\!}}
По определение факторът на мощността е число между 0 и 1. Когато факторът на мощността е равен на 0, енергийният поток е изцяло реактивен. Активната мощност е P = 0, а реактивната мощност е равна на пълната мощност (Q = S) (фиг. 2). Когато факторът на мощността е 1, цялата подадена енергия се изразходва от консуматора. Тогава активната мощност е равна на пълната мощност (P = S), а реактивната мощност е Q = 0 (фиг. 1).

### Несинусоидални напрежения и токове
В електрическите мрежи не винаги напреженията и токовете имат идеална синусоидална форма. Изкривяването им се дължи на наличието в мрежата на различни консуматори с нелинейни характеристики. Най-многобройни са асинхронните електродвигатели и персоналните компютри. Освен тях силно влияние върху формата на напрежението в мрежата оказват и мощните токоизправители, дъгови пещи, съоръжения за електродъгова заварка и редица други импулсни устройства.
В този случай не може да се определи фактор на мощността като cos{\displaystyle \varphi }. При несинусоидални режими се въвежда обобщен фактор на мощността, който се означава с {\displaystyle \lambda }.
Факторът на мощността {\displaystyle \lambda } се определя по същия начин, както и при синусоидални напрежения и токове:
{\displaystyle \lambda ={\frac {P}{S}}};
{\displaystyle {P}} и {\displaystyle {S}} се определят от същите изрази, дадени за синусоидални напрежения и токове, но с тази разлика, че моментните стойности на напрежението и тока
{\displaystyle \ {u(t)}}, {\displaystyle \ {i(t)}},
са периодични, но несинусоидални функции на времето.
Лесно може да се докаже, че {\displaystyle \lambda =1} само при чисто активни товари.
При наличието на реактивни елементи във вериги с несинусоидални напрежения и токове е невъзможно пълното компенсиране на фактора на мощността. Това означава, че {\displaystyle \lambda <\cos \varphi } за консуматори с еднаква активна мощност при несинусоидални, съответно синусоидални режими.
Поради тези факти хармоничният състав на напреженията и токовете в мрежата и за различни консуматори се стандартизира от БДС EN 61000-3-2 и БДС EN 61000-6-3.

## Измерване на фазова разлика и фактор на мощността
Факторът на мощността, както и фазовата разлика при синусоидални напрежения и токове, се измерват с уреди, наречени фазомери.
За промишлените консуматори се изчислява средна стойност на фактора на мощността за определен период от време (един месец или повече) чрез измерване на активната енергия {\displaystyle {W_{a}}} с електромери за активна енергия и на реактивната {\displaystyle {W_{r}}} – с електромери за реактивна енергия. От тези показания се определя средният фактор {\displaystyle \cos \varphi _{av}} за периода (ако се приеме синусоидална форма за напрежението и тока):
{\displaystyle \cos \varphi _{av}={\frac {W_{a}}{\sqrt {W_{a}^{2}+W_{r}^{2}}}}}

## Подобряване (компенсиране) на фактора на мощността
Значимостта на фактора на мощността се обуславя от това, че по-ниският фактор на мощността води до увеличение на тока, с който се пренася активната енергия до консуматорите, а това увеличава загубите в електропреносните съоръжения. В зависимост от средната стойност на фактора на мощността за даден период, електроснабдителните фирми прилагат различни тарифи – по-високи за консуматори с по-нисък фактор на мощността и обратно, по-ниски за консуматори с по-висок фактор на мощността (т.нар. тарифи с глоба и премия).
Факторът на мощността на консуматорите се подобрява по различни начини, в промишлеността най-широко разпространеният е с кондензаторни батерии, превключвани автоматично, тъй като най-често промишлените консуматори имат индуктивен характер. В по-специализирани случаи се използва и синхронна машина като компенсатор, която да отдава съответния вид енергия. (стремежът е постигане на стойности около и над 0,9)
Осветителните тела с луминесцентни лампи обикновено имат вградени кондензатори за подобряване на фактора на мощността.